# Gino Fano
Gino Fano (Mantua, 5 de enero de 1871 - Verona, 8 de noviembre de 1952) fue un matemático italiano, que trabajó en geometría proyectiva y geometría algebraica. Era padre del físico Ugo Fano y del informático teórico Robert Fano.

## Semblanza
Fano nació en una rica familia de origen judío de Mantua, y se le inscribió en los registros de la comunidad judía de la ciudad lombarda con el nombre de Gino Angelo Moise, primer hijo de Prospero Ugo y de Angelica Fano. Su padre Ugo, un patriota partidario en su juventud de Garibaldi, quería que su hijo Gino se uniera al ejército del nuevo estado italiano unificado, y lo inscribió en el colegio militar de Milán. Sin embargo, Fano abandonó en 1888 la escuela militar a la edad de diecisiete años para matricularse en el Politécnico de Turín. De allí pasó a la Facultad de Ciencias de la Universidad de Turín y se graduó en matemáticas en 1892 bajo la dirección de Corrado Segre, con una tesis sobre Geometría hiperespacial.
Después de un año de especialización en Gotinga con Felix Klein, regresó a Italia y se instaló en Roma, ejerciendo entre 1894 y 1898 como asistente de Guido Castelnuovo. A partir de 1899 enseñó geometría analítica en la Universidad de Mesina, y en 1901 pasó a la misma cátedra en la Universidad de Turín.
En 1911 se casó con Rosetta Cassin, de quien nacieron Ugo y Roberto, que llegarían a ser profesores en los Estados Unidos.
En 1938, debido a las persecuciones antijudías, abandonó Italia para trasladarse a Suiza, donde continuó dedicándose a la docencia. Tras el final de la Segunda Guerra Mundial, viajó a Estados Unidos varias veces.
Reconocido como uno de los principales representantes de la escuela italiana de geometría algebrica, colaboró con Giuseppe Peano en la redacción de la obra Formulario mathematico.
Falleció en una clínica de Verona en 1952, a los 81 años de edad.

## Trabajo matemático
Fano fue uno de los primeros matemáticos en ocuparse del área de los espacios proyectivos finitos. En su artículo sobre la demostración de la independencia de su conjunto de axiomas para n-espacios proyectivos, y entre otras cosas, consideró las consecuencias de que una cuaterna armónica sea igual a su conjugada. Esto lleva a una configuración de siete puntos y siete líneas contenidos en un espacio finito tridimensional con 15 puntos, 35 líneas y 15 planos, en el que cada línea contenía solo tres puntos.: 114 
Todos los planos en este espacio constan de siete puntos y siete líneas y ahora se conocen como planos de Fano:
siendo el ejemplo más pequeño posible de un plano proyectivo. Más adelante pasó a describir espacios proyectivos finitos de dimensión arbitraria y órdenes primos.
En 1907 contribuyó con dos artículos a la Parte III de la Enciclopedia de Klein. El primero (SS. 221–88) fue una comparación de la geometría analítica y de la geometría sintética a través de su desarrollo histórico en el siglo XIX. El segundo (SS. 282-388) trataba sobre grupos topológicos en geometría y teoría de grupos como principio unificador en geometría.

## Eponimia
- A él se deben los nombres de plano de Fano, fibración de Fano, superficie de Fano y variedad de Fano.